# Węgorka
Węgorka – potok, lewobrzeżny dopływ Rzecznicy.
Potok płynie na Równinie Gryfickiej, w woj. zachodniopomorskim, w gminie Rymań. Początek potoku znajduje się niedaleko nurtu Mołstowy na południowy wschód od wsi Rzesznikowo. Płynie w kierunku północnym i północno-zachodnim, gdzie jest połączony z siecią rowów wodnych. Przed Resznikowem wpada do Rzecznicy.
Polską nazwę Węgorka wprowadzono w 1949 roku, zastępując poprzednią niemiecką nazwę potoku – Aal Bach.